# Johanne
Johanne er et pigenavn, der kommer af hebraisk "Gud har handlet nådigt". Det angives at være navnet på en af kvinderne ved Jesu grav. Navnet er desuden kvindeform af Johannes.
I dansk brug forekommer også varianten Johanna. Se endvidere Jonna.

## Kendte personer med navnet
- Johanne Marie Fosie, dansk maler
- Johanne Fritz-Petersen, dansk skuespiller.
- Johanne Luise Heiberg, dansk skuespiller.
- Johanne Schmidt-Nielsen, folketingsmedlem
- Johanne Spyri, schweizisk forfatter (Heidi-bøgerne).
- Johanne Stockmarr, dansk hofpianist.

## Navnet anvendt i fiktion
- H.C. Andersen har skrevet et eventyr med titlen Hvad gamle Johanne fortalte (1872).
- Kan du fløjte Johanna er en svensk novellefilm instrueret af Rumle Hammerich (1994).